# Gruppo di Forze del Sud
 Il Gruppo di Forze del Sud (in russo Южная Группа Войск, ЮГВ?, Južnaja Gruppa Vojsk, JGV) è stata un'unità operativa-strategica delle forze armate sovietiche dislocate in Bulgaria, Romania (1945 - 1947) e Ungheria (24 novembre 1956 - 19 giugno 1991).

## Storia

### Prima formazione
Lo JGV fu formato dopo la fine della grande guerra patriottica il 15 giugno 1945 dalle formazioni e unità dell'esercito sovietico dislocate sul territorio della Bulgaria e della Romania, in conformità con la Direttiva del Comando supremo n. 11098 del 29 maggio 1945. La Direzione dello JGV fu istituita il 10 giugno 1945 sulla base della direzione del 3º Fronte ucraino.
Il compito principale del gruppo era di monitorare l'attuazione da parte di Bulgaria e Romania dei termini dell'armistizio concluso da questi paesi con le potenze alleate.
Fu sciolto il 10 febbraio 1947 dopo la firma a Parigi dei trattati di pace con Bulgaria e Romania.
Dopo la fine della Grande Guerra Patriottica, l'esercito sovietico subì una significativa riduzione. Nell'autunno del 1945, la 37ª e la 57ª armata e unità di subordinazione di gruppo rimasero come parte del Gruppo di forze meridionale.

### Seconda formazione
Il 10 giugno 1945 fu formato il Gruppo di Forze del Centro con le truppe sovietiche schierate in Austria e Ungheria. Nel 1955 lo CGV fu sciolto, le formazioni e le unità furono ritirate dall'Austria nel territorio dell'URSS e un Corpus speciale fu formato dalle truppe rimaste in Ungheria nel settembre 1955. L'ufficio del corpo si trovava nella città di Székesfehérvár. Dopo la rivoluzione ungherese del 1956, la leadership sovietica aveva bisogno di creare un nuovo gruppo militare sul territorio dell'Ungheria. In una riunione dei comandanti militari a Budapest, il maresciallo Ivan Stepanovič Konev annunciò la decisione ufficiale del governo sovietico già presa il 24 novembre 1956, sulla creazione del Gruppo di Forze del Sud in Ungheria. Il generale dell'esercito Michail Il'ič Kazakov fu nominato primo comandante del nuovo JGV.
Successivamente, lo JGV ottenne il suo status legale a seguito di un accordo concluso tra l'URSS e l'Ungheria il 28 maggio 1957.
Durante la formazione del gruppo, la composizione e la numerazione delle formazioni e delle unità militari, furono effettuati diversi cambiamenti, ma dal 1965 lo JGV fu formato dalla 13ª Divisione carri delle guardie, 19ª Divisione carri delle guardie, 93ª Divisione fucilieri motorizzati della Guardie e dalla 254ª Divisione fucilieri motorizzati.
A partire dal 1984, il Gruppo di Forze del Sud (con quartier generale a Budapest) è stato subordinato al comandante in capo della direzione del gruppo sud-ovest dal 1984. Il supporto aereo è stato fornito dall'Aeronautica militare del Sud e, dal 1967, dalla 36ª Armata aerea.

### Ritiro delle truppe

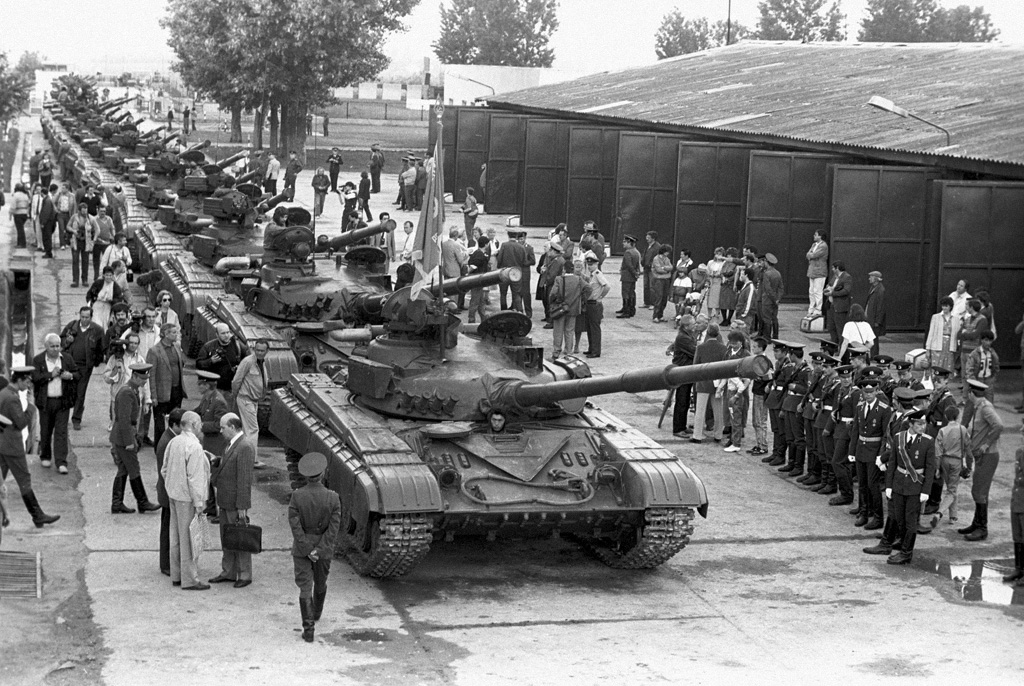
L'equipaggiamento militare dello JGV esce dall'Ungheria, 1990.

Dal 25 aprile 1989, con l'inizio del ritiro delle truppe, la composizione delle unità militari nelle formazioni JGV è stata modificata a seguito della loro riassegnazione e ridistribuzione.
Nel giugno 1989, lo JGV aveva circa 70.000 militari, 950 carri armati, 600 veicoli da combattimento di fanteria e veicoli corazzati, 650 cannoni, mortai e MLRS, 120 aerei e 123 elicotteri (inclusi 100 elicotteri dell'aviazione dell'esercito). Verso la metà degli anni ottanta, questo numero diminuì di 340 carri armati, 1080 veicoli da combattimento di fanteria e veicoli corazzati e 150 cannoni.
Il 12 marzo 1990 riprese il ritiro delle truppe. L'ultimo scaglione ha attraversato la stazione di confine di Zahony il 16 giugno 1991. Il comandante del fronte sud-orientale, il tenente generale V. E. Šilov lasciò l'Ungheria il 19 giugno 1991. In quel giorno, il ritiro dello JGV fu ufficialmente completato, mentre il corpo fu sciolto nel settembre 1992.

### Premi ai veterani
Per i veterani del Gruppo di Forze del Sud, sono stati assegnati diversi premi statali, come la medaglia del 1992 dedicata al "60º Anniversario del Gruppo di Forze del Sud" e la medaglia "35 anni del Gruppo di Forze del Sud dell'URSS".

## Composizione

### Prima formazione
Al 1 giugno 1945, il gruppo era formato da:
- 46ª Armata[5]
- 4ª Armata delle guardie[5]
- 26ª Armata[5]
- 27ª Armata[5]
- 57ª Armata[5]
- 18º Corpo carri[5]
- 1º Corpo meccanizzato delle guardie[5]
- 5º Corpo di cavalleria delle guardie[5]
- 1ª Armata bulgara[5]
- 3ª Armata jugoslava[5]
- 17ª Armata aerea[5]

Nell'autunno 1945, lo JGV era costituito da:
- 37ª Armata
  - 66º Corpo di fanteria (195ª e 333ª Divisione fucilieri, 19ª Divisione meccanizzata, 318ª Brigata del corpo d'artiglieria)
  - 4ª Divisione meccanizzata delle guardie
  - 46ª Brigata artiglieri dell'Armata
  - 10ª Brigata combattenti dell'artiglieria anticarro dell'Armata
  - 35ª Divisione di artiglieria antiaerea dell'Armata
- 57ª Armata (al 10 aprile 1946)
  - 6º Corpo di fanteria delle guardie del Danubio (61ª e 126ª Divisione fucilieri delle guardie, 25ª Divisione meccanizzata delle guardie, 323ª Brigata del Corpo d'artiglieria)
  - 64º Corpo di fanteria del Danubio (68ª e 73ª Divisione fucilieri delle guardie, 24ª Divisione meccanizzata delle guardie, 324ª Brigata del Corpo d'artiglieria)
  - 104º Corpo di fanteria (74ª e 93ª Divisione fucilieri, 20ª Divisione meccanizzata)
- Unione dei gruppi subordinati:
  - 19ª Divisione carri
  - 2ª Divisione meccanizzata delle guardie

#### Comandanti
- Luglio 1945 - gennaio 1947 - Maresciallo dell'Unione Sovietica Fëdor Ivanovič Tolbuchin
- Gennaio - febbraio 1947 - Colonnello generale Vjačeslav Dmitrievič Cvetaev

### Seconda formazione
La seconda formazione del Gruppo di Forze del Sud aveva il comando e il quartier generale a Budapest.

#### Formazioni e unità militari di subordinazione di gruppo
- 81º Battaglione autonomo di protezione e supporto, Budapest — ritirato nel 1991;
- 55ª Brigata missili contraerei, Mór, Fejér (ZRK Buk) — ritirata nel 1991 nel Distretto militare di Odessa;
- 127ª Brigata collegamenti delle guardie, (Budapest-Etyek-Botpuszta), dal 1989 Sentkirajsabad'ja, — ritirata nel 1991 nel Distretto militare della Bielorussia;
- 70ª Brigata radiotecnica autonoma, Budapest — ritirata nel 1991 nel Distretto militare di Mosca;
- 188º Centro radio del Comando, Óbuda — ritirato nel 1991;
- 459ª Brigata razzi (9К79 «Točka»), Tata — ritirata nel Distretto militare di Kiev nel 1990 e successivamente sciolta;
- 103º Reggimento carri armati d'addestramento, Debrecen - ritirato e sciolto nel 1989;
- 22ª Brigata razzi, Dombóvár — ritirata nel 1990 nel Distretto militare della Bielorussia;
- 20º Reggimento autonomo di ponti di barche autonomo, Dunaújváros - ritirato nel 1991 nel Distretto militare del Turkestan;
- 40º Impianto di riparazione veicoli, Székesfehérvár — ritirato nel 1991;
- 902º Battaglione autonomo d'assalto aereo, Kecskemét — ritirato nel 1990 nel Distretto militare della Bielorussia e sciolto nel 1992
- 297ª Brigata missili antiaerei, Dunaföldvár (ZRK Krug) — ritirata nel 1990 nel Distretto militare Volga-Urali;
- 444º Battaglione autonomo per la guerra elettronica, Kecskemét — ritirato nel 1991;
- 75ª Società speciale autonoma, Mór (1957 - 1969), Nyíregyháza (1969 - 1989), Debrecen (1989 - 1991) — ritirata nel maggio 1991 Černjachovsk, oblast' di Kaliningrad, e sciolta nel 2009.

#### Divisioni
- 13ª Divisione fucilieri delle guardie, con direzione e quartier generale a Veszprém, ritirata nel 1989 (ad eccezione della 130ª TP delle guardie e della 1215ª ZRP) nel Distretto militare di Odessa e successivamente sciolta.
- 19ª Divisione carri delle guardie, con direzione e quartier generale a Esztergom-Kertváros, ritirata nel giugno 1990 nel Distretto militare della Bielorussia ed è entrata a far parte della 7ª Armata Carri.
- 93ª Divisione fucilieri motorizzati delle guardie, con direzione e quartier generale a Kecskemét, ritirata nel maggio 1991 nel Distretto militare di Kiev ed è diventata parte della 6ª Armata carri delle guardie. Dopo il ritiro, la divisione aveva 258 carri armati, 181 veicoli da combattimento di fanteria, 86 veicoli corazzati, 131 cannoni semoventi, 18 MLRS, 36 mortai.
- 254ª Divisione fucilieri, con direzione e quartier generale a Székesfehérvár, ritirata nel dicembre 1990 nel Distretto militare di Kiev come divisione della subordinazione distrettuale.

#### Aeronautica dello JGV
La formazione originale, inclusa nel gruppo dell'Osobyj korpus:
- 195ª Divisione aerei da caccia delle guardie: 
  - 1º Reggimento aerei da caccia delle guardie (MiG-15; Veszprém );
  - 5º Reggimento aerei da caccia delle guardie (MiG-17F, PF, 19; Pápa);
  - 106º Reggimento aerei da caccia delle guardie (MiG-17 F, PF; Pápa);
- 177ª Divisione bombardieri delle guardie:[6]
  - 674º Reggimento bombardieri delle guardie (Il-28, Debrecen );
  - 727º Reggimento bombardieri delle guardie (Il-28, Tököl);
  - 880º Reggimento bombardieri delle guardie (Il-28, Debrecen ).

#### Comandanti
- 24 novembre 1956 — 26 ottobre 1960 — Generale dell'esercito Michail Il’ič Kazakov
- 26 ottobre 1960 — 10 agosto 1961 — Tenente generale delle forze carri Matvej Timofeevič Nikitin
- 10 agosto 1961 — 5 settembre 1962 — Generale dell'esercito Pavel Ivanovič Batov
- 5 settembre 1962 — 14 ottobre 1969 — Colonnello generale Konstantin Ivanovič Provalov
- 14 ottobre 1969 — 18 dicembre 1975 — Colonnello generale Boris Petrovič Ivanov
- 18 dicembre 1975 — marzo 1979 — Colonnello generale Fedot Filippovič Krivda
- Marzo 1979 — 31 luglio 1982 — Colonnello generale Vladimir Ivanovič Sivenok
- 31 luglio 1982 — 5 agosto 1985 — Colonnello generale Konstantin Alekseevič Kočetov
- 5 agosto 1985 — 20 giugno 1988 — Colonnello generale Aleksej Arsen’evič Demidov
- 21 giugno 1988 — 28 dicembre 1990 — Colonnello generale Matvej Prokop’evič Burlakov
- 29 dicembre 1990 — settembre 1992 — Tenente generale Viktor Egorovič Šilov

#### Capi di Stato Maggiore
- 24 novembre 1956 — 1 aprile 1958 — Tenente generale Ivan Vasil’evič Tutarinov
- 2 aprile 1958 — 16 maggio 1960 — Tenente generale delle forze armate Matvej Timofeevič Nikitin
- 17 maggio 1960 — 21 dicembre 1961 — Tenente generale Illarion Avksent’evič Tolkonjuk
- Gennaio 1962 — giugno 1964 — Tenente generale delle forze carri Vladimir Nikolaevič Baskakov
- 1969 — 25 settembre 1972 — Tenente generale Nikolaj Aleksandrovič Zotov
- 26 settembre 1972 — dicembre 1976 — Tenente generale delle forze carri Aleksandr Aleksandrovič Dunin
- Dicembre 1976 — ottobre 1979 — Tenente generale Vladimir Nikolaevič Verëvkin-Rachal’skij
- Ottobre 1979 — 1983 — Tenente generale Vladlen Serafimovič Kolesov
- 1983 — ottobre 1987 — Maggiore generale Erlen Viktorovič Porfir’ev
- Ottobre 1987 — 1991 — Tenente generale Blinov

#### Primi Vicecomandanti
- 2 aprile 1958-17 maggio 1960 — Tenente generale Ivan Vasil’evič Tutarinov
- 17 maggio 1960-6 settembre 1962 — Tenente generale delle forze carri Matvej Timofeevič Nikitin
- 6 settembre 1962 — ? — Tenente generale Sergej Aleksandrovič Andrjuščenko
- 12 luglio 1968 — 17 ottobre 1969 — Tenente generale Boris Petrovič Ivanov
- 22 dicembre 1969 — 19 agosto 1972 — Tenente generale Michail Ivanovič Sorokin
- 23 agosto 1972 — 1 settembre 1975 — Tenente generale Jakov Anisimovič Gugnjak
- 1 settembre 1975 — 1980 — Tenente generale Aleksej Nikolaevič Zajcev
- Marzo 1981 — maggio 1984 — Tenente generale Sagadat Kožachmetovič Nurmagambetov
- 1984 — 4 agosto 1985 — Tenente generale Aleksej Arsen’evič Demidov

#### Vicecomandanti
- 1982 — 1985 — Vice comandante per la logistica, maggiore generale Viktor Aleksandrovič Mirgorodskij